# Умуахиа
Умуахиа (англ. Umuahia, игбо Umuhu-na-Okaiuga) — город в Нигерии. Расположен в штате Абия, административным центром которого он является.

## Географическое положение
Высота центра НП составляет 151 метр над уровнем моря.

## Демография
По оценке на 2010 год, население города составляет 83 354 человек.:

## Известные жители
- Джонсон Агуийи-Иронси — президент Нигерии с 16 января 1966 по 29 июля 1966 года.
- Виктория Агуийи-Иронси — первая леди Нигерии (1966).
- Джон Авраам Годсон - польский политик, депутат Сейма